# Petar II của Nam Tư
Petar II của Nam Tư (tiếng Serbia: Петар II Карађорђевић, La tinh hoá tiếng Serbia: Petar II Karađorđević; tiếng Anh: Peter II of Yugoslavia; 06 tháng 09 năm 1923 - 03 tháng 11 năm 1970) là vị vua cuối cùng của Nam Tư, trị vì từ tháng 10 năm 1934 cho đến khi bị phế truất vào tháng 11 năm 1945. Ông là thành viên trị vì cuối cùng của triều đại Karađorđević.
Peter là con cả của Vua Alexander I và Maria của Romania, Peter kế vị ngai vàng Vương quốc Nam Tư năm 1934 ở tuổi 11 sau khi cha ông bị ám sát trong một chuyến thăm cấp nhà nước tới Pháp. Một chế độ nhiếp chính được thành lập dưới quyền của người anh họ là Thân vương Paul của Nam Tư. Sau khi Paul tuyên bố Nam Tư gia nhập Hiệp ước Ba bên vào cuối tháng 3 năm 1941, một cuộc đảo chính thân Anh đã phế truất nhiếp chính và tuyên bố Peter đủ tuổi để cai trị đất nước.
Phản ứng lại cuộc đảo chính, Phe Trục tiến hành xâm lược Nam Tư chỉ 10 ngày sau đó và nhanh chóng đánh chiếm đất nước này, buộc nhà vua và các bộ trưởng của ông phải chạy khỏi đất nước. Một chính phủ lưu vong được thành lập vào tháng 06 năm 1941 sau khi Peter đến London, Vương quốc Anh. Tháng 03 năm 1944, ông kết hôn với Công chúa Alexandra của Hy Lạp và Đan Mạch. Con trai duy nhất của họ, Alexander, chào đời một năm sau đó. Tháng 11 năm 1945, Quốc hội lập hiến Nam Tư chính thức phế truất Vua Peter và tuyên bố Nam Tư là một nước cộng hòa.
Peter định cư tại Hoa Kỳ sau khi mất ngai vàng. Ông bị trầm cảm và nghiện rượu, sau đó qua đời vì bệnh xơ gan vào tháng 11 năm 1970 ở tuổi 47. Hài cốt của ông được chôn cất tại Tu viện và Chủng viện Chính thống giáo Saint Sava Serbia, Libertyville, Illinois. Năm 2013, hài cốt của ông được chuyển về an táng tại Lăng Hoàng gia Oplenac.

## Cuộc sống đầu đời và giáo dục
Petar II sinh ngày 6 tháng 9 năm 1923 tại Belgrade, Nam Tư. Ông là con trai cả của Aleksandar I của Nam Tư và Maria của Romania. Cha mẹ đỡ đầu của ông là dì ruột của ông, Vương hậu Elizabeth của Hy Lạp, ông ngoại của ông là Vua Ferdinand I của România và Vua George V của Anh, con trai ông là Công tước xứ York, đứng ra đại diện.

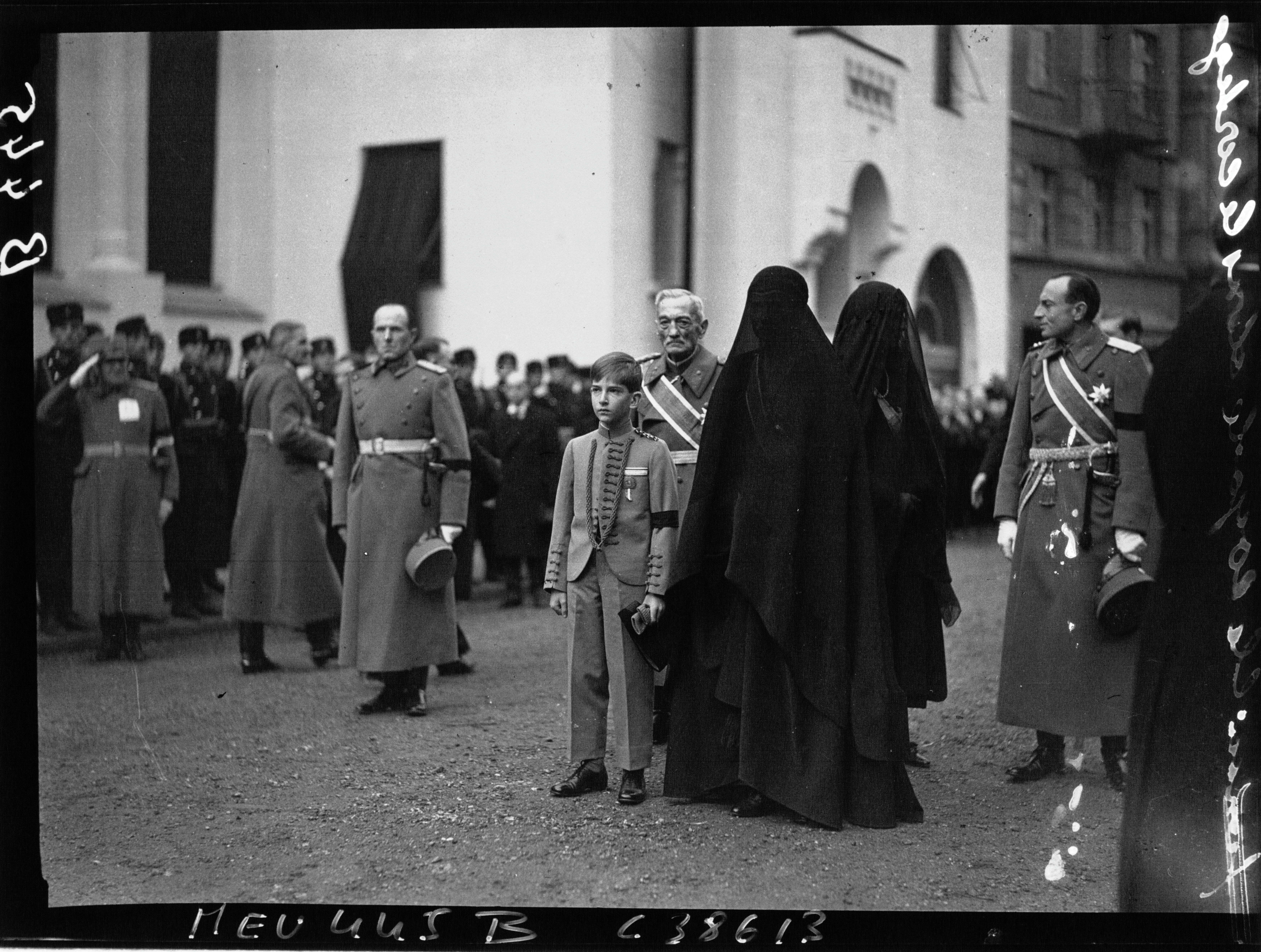
Vua Peter II, 11 tuổi, Thái hậu Maria và Thân vương Paul (phải) tại lễ tang của Vua Alexander năm 1934 tại Belgrade

Vương tử Petar ban đầu được dạy kèm tại Cung điện Hoàng gia, Belgrade, trước khi theo học Sandroyd School sau đó học tại Reed School, ở Cobham, Surrey. Khi 11 tuổi, Vương tử Petar đã kế vị ngai vàng Nam Tư vào ngày 9 tháng 10 năm 1934 sau khi của cha ông bị ám sát tại Marseille trong chuyến thăm cấp nhà nước tới Pháp. Vì vị quốc vương mới còn trẻ, một chế độ nhiếp chính đã được thiết lập dưới quyền của người em họ của cha ông là Thân vương Paul của Nam Tư.
Thân vương nhiếp chính Paul cho rằng ông không được thay đổi vương quốc theo cách mà Vua Alexander đã để lại để con trai ông có thể tiếp quản mà không thay đổi khi ông tròn 18 tuổi vào tháng 9 năm 1941, và phản đối mọi nỗ lực sửa đổi hiến pháp năm 1931. Vào ngày 20 tháng 8 năm 1939, Paul đã cho phép thủ tướng Dragiša Cvetković ký một thỏa thuận với Vladko Maček, lãnh đạo Đảng Nông dân Croatia, thành lập một Banovina mới của Croatia với quyền tự chủ đáng kể và quy mô lớn hơn nhiều, bao gồm phần lớn những gì hiện là Bosnia và Herzegovina, và ít nhất là đáp ứng một phần các yêu cầu lâu dài của người Croatia.

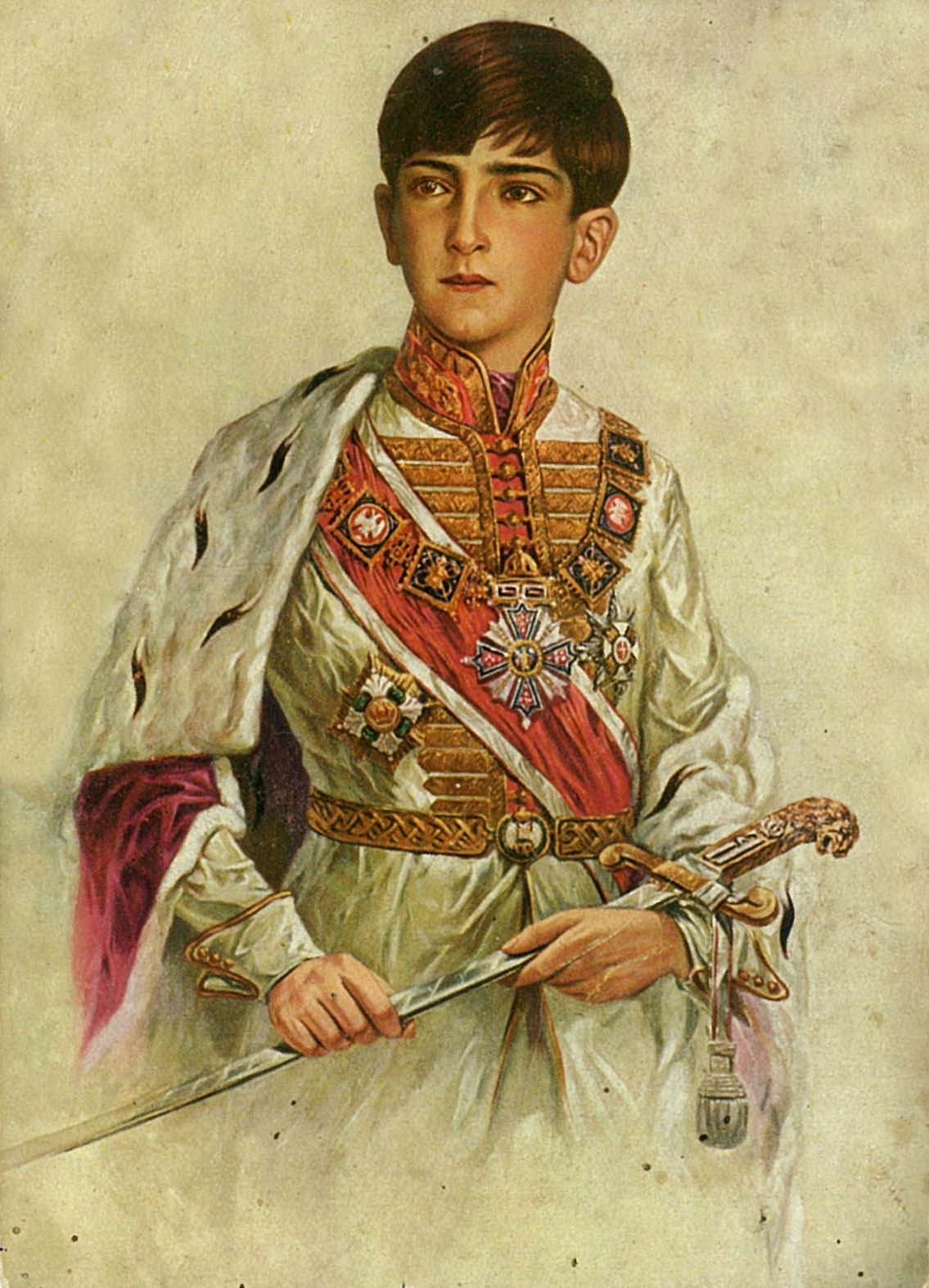
Chân dung của Vua Petar II khi còn trẻ đang cầm thanh kiếm của cha mình.

Thỏa thuận này rất không được lòng người Serbia, đặc biệt là khi có báo cáo rằng người Serbia prečani đang bị chính quyền của banovina tự trị phân biệt đối xử. Tình hình quốc tế căng thẳng vào tháng 8 năm 1939 với cuộc khủng hoảng Danzig đẩy châu Âu đến bờ vực chiến tranh khiến Paul muốn giải quyết một trong những tranh chấp nội bộ làm suy yếu hơn để Nam Tư có khả năng sống sót sau cơn bão sắp tới.

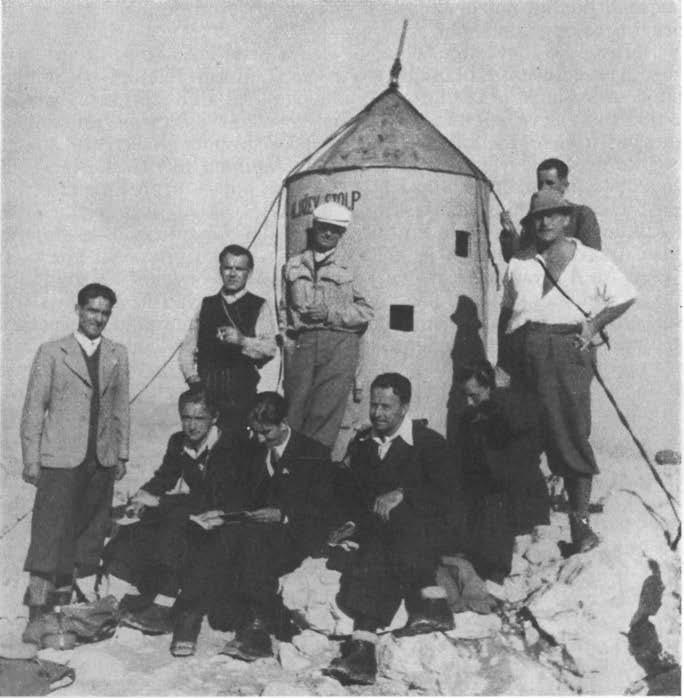
Vua Petar II 15 tuổi trên đỉnh núi Triglav 2863.65 m, gần biên giới Tripoint của Vương quốc Nam Tư, Phát xít Ý và Đức Quốc xã, vào ngày 12 tháng 8 năm 1939; 20 ngày sau, Đức xâm lược Ba Lan.

Thỏa thuận này phải trả giá bằng việc cả Paul và Cvetković đều bị dư luận Serbia lên án vì "bán mình" cho người Croatia, đặc biệt là khi nhiều người Croatia nói rõ rằng họ coi banovina của Croatia chỉ là bước đệm hướng tới độc lập. Sự không được ủng hộ của thỏa thuận và chính phủ Cvetković là một trong những lý do dẫn đến cuộc đảo chính ngày 27 tháng 3 năm 1941 vì nhiều người Serbia tin rằng Petar, con trai của Vua Alexander, sẽ tiếp tục các chính sách tập trung quyền lực của cha mình khi ông đạt đến tuổi trưởng thành.

## Thế chiến hai

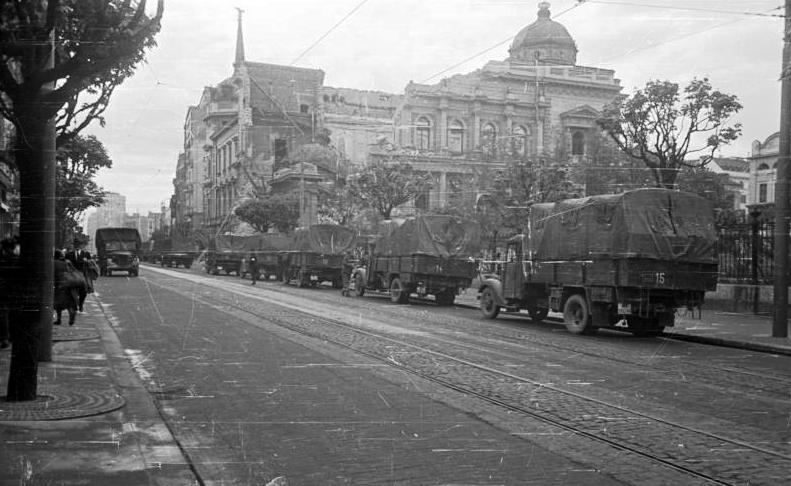
Cung điện Hoàng gia bị hư hại ở Belgrade trong cuộc cuộc xâm lược Nam Tư của Đức và Ý vào tháng 4 năm 1941. Một trong những mục tiêu chính trong đợt ném bom đầu tiên của Luftwaffe Bergstrom vào ngày 6 tháng 4 năm 1941 là các cung điện hoàng gia ở trung tâm thành phố.

Thân vương nhiếp chính Paul tuyên bố rằng Vương quốc Nam Tư sẽ tham gia Hiệp ước Ba bên vào ngày 25 tháng 3 năm 1941. Hai ngày sau, Vua Petar, ở tuổi 17, được tuyên bố đủ tuổi cai trị sau một cuộc đảo chính ủng hộ Anh. Cuộc đảo chính ban đầu không đổ máu do Tướng Dušan Simović lãnh đạo vào ngày 27 tháng 3 năm 1941 nhân danh Petar. Khi Tướng Simović dẫn quân của mình đến Khu liên hợp Hoàng gia, nơi được bao quanh bởi những người lính trung thành với Nhiếp chính vương, Petar đã trèo xuống một ống thoát nước để chào đón những người nổi loạn.
Khi những người lính của Nhiếp chính vương đầu hàng mà không chiến đấu, Simović đến và nói với Petar: "Bệ hạ, tôi chào ngài với tư cách là Vua của Nam Tư. Từ thời điểm này, ngài sẽ thực hiện toàn bộ quyền lực tối cao của mình". Cuộc đảo chính rất được ủng hộ ở Belgrade và Petar được đám đông chào đón nồng nhiệt. Những người ra đường ở Belgrade để thể hiện sự ủng hộ của họ đối với cuộc đảo chính có mục đích ủng hộ Đồng minh, nhiều người biểu tình vẫy cờ Anh và Pháp. Đám đông ở Belgrade cổ vũ Petar nhiệt liệt khi vị vua 17 tuổi lái xe xuống phố mà không có vệ sĩ.
Chính phủ mới mà Petar tuyên thệ nhậm chức vào ngày 27 tháng 3 năm 1941 do Tướng Simović đứng đầu và bao gồm các thành viên của Đảng Nhân dân Cấp tiến, Đảng Nông dân Croatia, Đảng Dân chủ, Đảng Dân chủ Độc lập Croatia, Đảng Nhân dân Slovenia, Tổ chức Hồi giáo Nam Tư, Đảng Nông nghiệp và Đảng Quốc gia Nam Tư. Ngoại trừ Liên minh Cấp tiến Nam Tư và Đảng Cộng sản Nam Tư bị cấm và Ustaše, tất cả các đảng phái chính trị chính đều có đại diện trong chính phủ mới.
Hoãn Chiến dịch Barbarossa, Đức Quốc xã đồng thời xâm lược Nam Tư và Hy Lạp vào ngày 6 tháng 4 năm 1941, Chủ Nhật Phục sinh Chính thống giáo. Không quân Đức ném bom Belgrade, giết chết từ 3.000 đến 4.000 người. Trong vòng một tuần, Đức, Bulgaria, Hungary và Ý đã xâm lược Nam Tư, và chính phủ buộc phải đầu hàng vào ngày 17 tháng 4. Một số bộ phận của Nam Tư đã được Ý, Bulgaria, Hungary và Đức sáp nhập. Các bộ phận còn lại được quản lý bởi hai chính phủ bù nhìn do Đức kiểm soát, Nhà nước Độc lập Croatia và Chính phủ Cứu quốc Serbia.

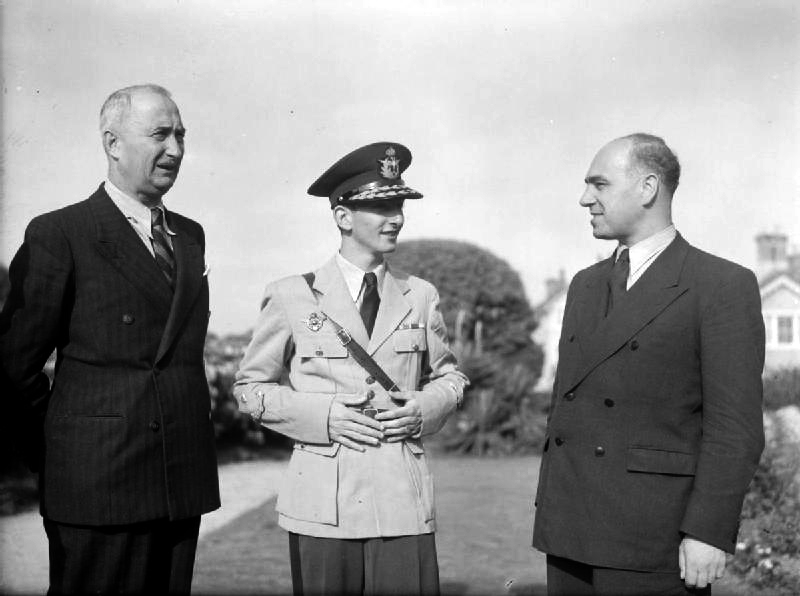
Thủ tướng Dušan Simović, Petar II và Bộ trưởng triều đình Radoje Knežević vào ngày 21 tháng 6 năm 1941

Petar rời khỏi đất nước cùng với các bộ trưởng của Chính phủ Hoàng gia Nam Tư sau cuộc xâm lược của phe Trục. Ban đầu, vua Nam Tư và các bộ trưởng chính phủ của ông đã đến Hy Lạp, nơi họ tiếp nhiên liệu tại một sân bay của Anh ở vùng nông thôn Hy Lạp, nơi mà lúc đầu người dân địa phương không tin rằng ông là vua của Nam Tư. Sau đó, họ đến Jerusalem do Anh kiểm soát ở Lãnh thổ Ủy trị Palestine và Cairo ở Ai Cập. Tại Athens vào ngày 16 tháng 4 năm 1941, Petar đã ra một tuyên bố báo chí nói rằng ông sẽ chiến đấu cho đến khi chiến thắng trước khi chạy trốn khỏi Hy Lạp.
Tại Jerusalem vào ngày 4 tháng 5 năm 1941, Petar đã khẳng định trong một tuyên bố báo chí về thỏa thuận Cvetković–Maček ngày 23 tháng 8 năm 1939, thỏa thuận này đã biến Nam Tư thành một bán liên bang làm cơ sở cho hệ thống chính trị hậu chiến mà ông dự định đưa ra sau khi đất nước của mình được giải phóng. Trong số 22 người mà Petar đã tuyên thệ nhậm chức bộ trưởng vào ngày 27 tháng 3 năm 1941, hai người đã thiệt mạng trong cuộc xâm lược của Đức và năm người khác đã chọn không lưu vong.
Džafer Kulenović của Tổ chức Hồi giáo Nam Tư đã đổi phe và chuyển sang Ustashe, kêu gọi người Hồi giáo Bosnia tham gia cùng người Croatia để giết người Serbia; Cha Franc Kulovec của Đảng Nhân dân Slovene đã thiệt mạng trong cuộc ném bom Belgrade; và Vladko Maček của Đảng Nông dân Croatia đã quyết định không lưu vong.  Kết quả là, chính phủ lưu vong Nam Tư do các bộ trưởng người Serbia thống trị.
Cơ sở hiến pháp của chính phủ lưu vong luôn mơ hồ, vì chính phủ đã lên nắm quyền sau một cuộc đảo chính. Bất kể thế nào, chính phủ này tuyên bố dựa trên hiến pháp năm 1931, trong đó nhà vua là người đứng đầu nhà nước và các bộ trưởng chỉ chịu trách nhiệm trước Vương miện. Các chính trị gia cho rằng cuộc đảo chính năm 1941 là một cuộc cách mạng của nhân dân đã khôi phục nền dân chủ, nhưng miễn là hiến pháp năm 1931 về mặt kỹ thuật vẫn còn hiệu lực, Vua Petar có quyền hành pháp rất rộng rãi.

### Chính phủ lưu vong

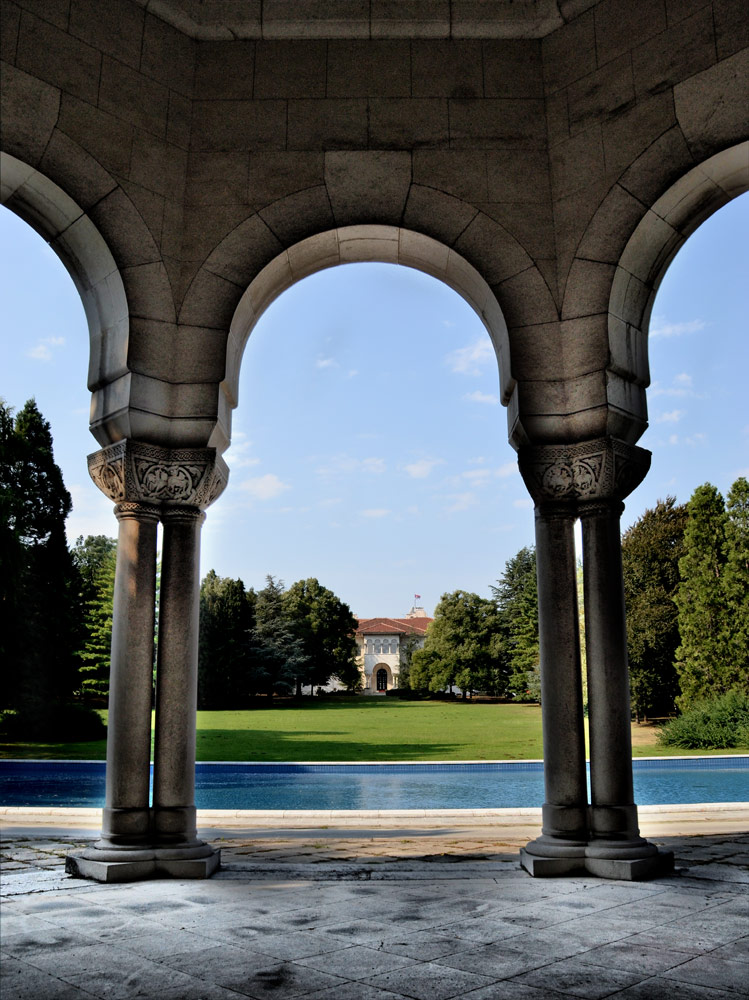
Cung điện Hoàng gia ở Belgrade, nơi ở của Petar II

Vào tháng 6 năm 1941, Vua Petar đến London, nơi ông cùng các chính phủ lưu vong khác đến trú đóng khi châu Âu bị Đức Quốc xã chiếm đóng. Khi Petar và chính phủ của ông đổ bộ vào London, họ được giới truyền thông Anh chào đón như những người hùng. Báo chí Anh đã đưa ra cái mà nhà sử học người Serbia Stevan K. Pavlowitch gọi là bức tranh "lãng mạn hóa" về Petar trẻ tuổi, người đã trở thành "biểu tượng cho cuộc đấu tranh của đất nước ông để giữ vững nền tự do trong liên minh với Vương quốc Anh". Ông được cung cấp một chiếc Lendrum & Hartman Limited được giao đến nơi ở của ông gần Cambridge.
Một dấu hiệu cho thấy sự tôn trọng ban đầu dành cho Petar ở Hoa Kỳ trung lập, ông được coi là một anh hùng trong ấn bản tháng 10 năm 1941 của truyện tranh Military Comics: Stories of the Army and Navy, trong đó trình bày một phiên bản hư cấu đôi chút về cuộc đảo chính ngày 27 tháng 3 năm 1941 tại Belgrade, trong đó một nhóm học sinh trung học tức giận vì Nam Tư ký Hiệp ước Ba bên đã tập hợp lại với nhà vua và lật đổ nhiếp chính. Petar nhanh chóng nhận ra rằng mức độ quan tâm mà người Anh dành cho chính phủ lưu vong có liên quan trực tiếp đến những tài sản mà chính phủ lưu vong có thể mang lại cho phe Đồng minh. Vì chỉ có vài trăm binh lính Nam Tư trốn sang Ai Cập nên chính phủ lưu vong Nam Tư không có nhiều đóng góp.
Ban đầu, chính phủ lưu vong có kế hoạch bù đắp tổn thất bằng cách tuyển quân từ những người nhập cư Nam Tư ở Hoa Kỳ trung lập, nhưng chính phủ Hoa Kỳ phản đối kế hoạch này và thay vào đó, chính phủ lưu vong phải tuyển quân từ các tù binh chiến tranh người Slovenia bị bắt khi chiến đấu với Quân đội Hoàng gia Ý. Từ các trại tù binh chiến tranh của Anh, đủ số người Slovenia tình nguyện tham gia một tiểu đoàn bộ binh, những người không muốn chiến đấu chống lại người Ý vì họ sẽ bị hành quyết vì tội phản quốc nếu bị bắt. Về mặt lực lượng quân sự có sẵn ở Trung Đông, Nam Tư, như Pavlowitch đã nói, là "đồng minh kém quan trọng nhất". Quân đoàn sĩ quan Nam Tư ở Ai Cập dễ xảy ra bất hòa giữa các sĩ quan trẻ tuổi, những người đổ lỗi cho các sĩ quan cao cấp về thất bại nhanh chóng của Nam Tư vào tháng 4 năm 1941, và mức độ đấu đá nội bộ lớn đến mức chính phủ lưu vong phải yêu cầu cảnh sát quân sự Anh áp đặt ý chí của mình lên quân đội của chính mình.
Trong bối cảnh này, khi Vua Petar và phần còn lại của chính phủ lưu vong nghe báo cáo vào giữa năm 1941 rằng một phong trào du kích có tên là Chetniks do Draža Mihailović lãnh đạo đang chiến đấu với quân Đức, ông đã đắc thắng nắm bắt những báo cáo này để chứng minh rằng ông thực sự có một tài sản cho sự nghiệp Đồng minh đang trói buộc các lực lượng Đức vốn sẽ chiến đấu trên các mặt trận khác. Phải đến tháng 10 năm 1941, chính phủ lưu vong cuối cùng mới có thể thiết lập được liên lạc với Tướng Mihailović. Vào tháng 9 năm 1941, một phái đoàn liên lạc từ Cơ quan điều hành hoạt động đặc biệt (SOE) đã nhảy dù xuống Nam Tư để gặp Mihailović, và sau đó, trở thành phương tiện chính mà Mihailović liên lạc với Đồng minh. Chính thông qua phái đoàn SOE được giao cho Chetniks mà Vua Petar và phần còn lại của chính phủ lưu vong đã liên lạc với Mihailović.

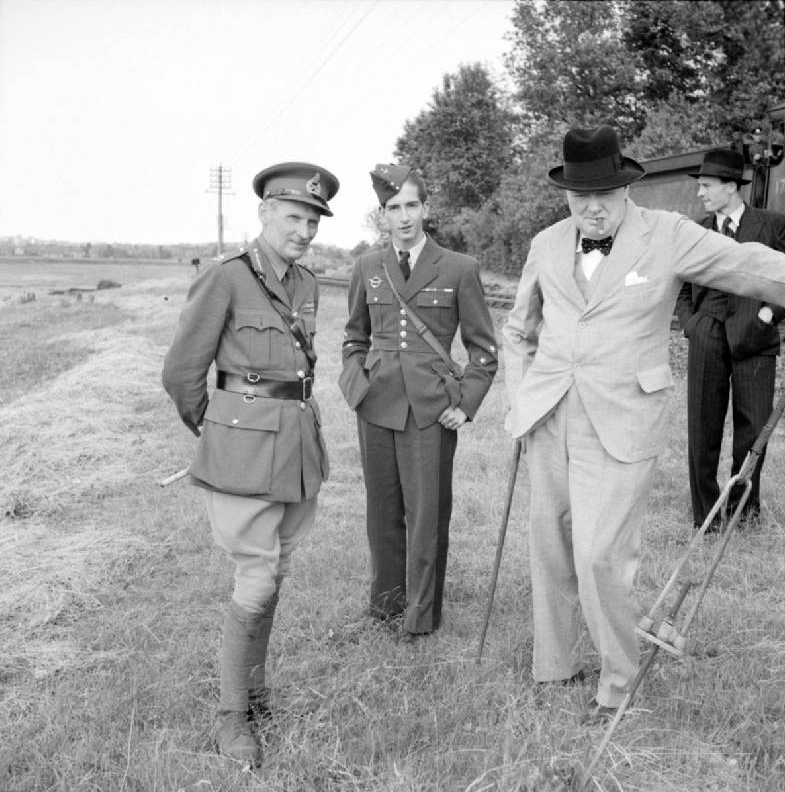
Trung tướng Bernard Montgomery, Vua Petar II 17 tuổi và Winston Churchill vào tháng 7 năm 1941

Tin tức về việc bọn phát xít Croatia của Ustashe đã bắt đầu một chiến dịch tiêu diệt một phần ba người Serb prečani ở vùng Krajina và Bosnia, trục xuất một phần ba khác và buộc phần còn lại phải cải sang Công giáo La Mã đã khiến căng thẳng trong chính phủ lưu vong giữa các bộ trưởng Serbia và một số ít bộ trưởng Croatia còn lại lên đến đỉnh điểm và đến tháng 10–tháng 11 năm 1941, nội các gần như sụp đổ. Thêm vào căng thẳng là việc các bộ trưởng Croatia từ chối tin vào các báo cáo về hành động tàn bạo của Ustashe, bác bỏ chúng là "tuyên truyền của người Serb" chống lại người Croatia, khiến các bộ trưởng Serbia vô cùng tức giận.
Một số bộ trưởng Serbia nói với Vua Petar rằng họ thấy khó có thể ở cùng phòng với các bộ trưởng Croatia, sau khi họ vô tư bác bỏ các báo cáo về việc Ustashe giết người Serb prečani theo nhiều cách ghê rợn. Bất chấp điều đó, người ta cảm thấy cần phải giữ lại họ để duy trì tuyên bố rằng chính phủ lưu vong Nam Tư đại diện cho tất cả người dân Nam Tư. Các bộ trưởng Croatia không muốn từ chức vì lo sợ một chính phủ do người Serbia thống trị sẽ quay trở lại sau chiến tranh. Khi không bên nào muốn mạo hiểm để nội các sụp đổ, cuộc khủng hoảng đã qua. Mối quan hệ giữa các bộ trưởng Croatia và Serbia vẫn lạnh nhạt và xa cách đáng kể.
Những bất đồng đã nảy sinh về việc ai sẽ đứng đầu chính phủ lưu vong. Tướng Borivoje Mirković muốn một nội các gồm các tướng lĩnh do chính ông đứng đầu, nhưng tất cả các chính trị gia và Simović đều phản đối. Radoje Knežević muốn một chính phủ liên minh của các đảng phái chính trị có những nhà lãnh đạo đã chọn lưu vong. Tướng Simović muốn một "chính phủ cứu quốc" bao gồm "những nhân vật lỗi lạc" từ mọi tầng lớp xã hội mà ông sẽ lãnh đạo, điều này sẽ loại trừ hầu hết các chính trị gia.
Simović với tư cách là Thủ tướng có phong cách độc đoán và coi thường các chính trị gia, và sớm bất hòa với phần còn lại của nội các, những người bắt đầu viết thư cho Petar yêu cầu ông sa thải vị thủ tướng hống hách của mình. Lãnh đạo của nhóm chống Simović là học giả và sử gia lỗi lạc Slobodan Jovanović, người từng giữ chức phó thủ tướng. Là một người Serb cấp tiến, ông phản đối những người theo chủ nghĩa dân tộc Serb theo chủ nghĩa sô vanh hơn, và do đó có một mức độ uy tín nhất định với các bộ trưởng không phải người Serb. Simović cảm thấy mình có nhiệm vụ "dạy dỗ" vị vua tuổi teen về cách thức trị quốc và chính trị, và mối quan hệ của họ trở nên căng thẳng. Petar thấy Simović quá áp đảo, và không thích bị thủ tướng của mình "lên lớp".

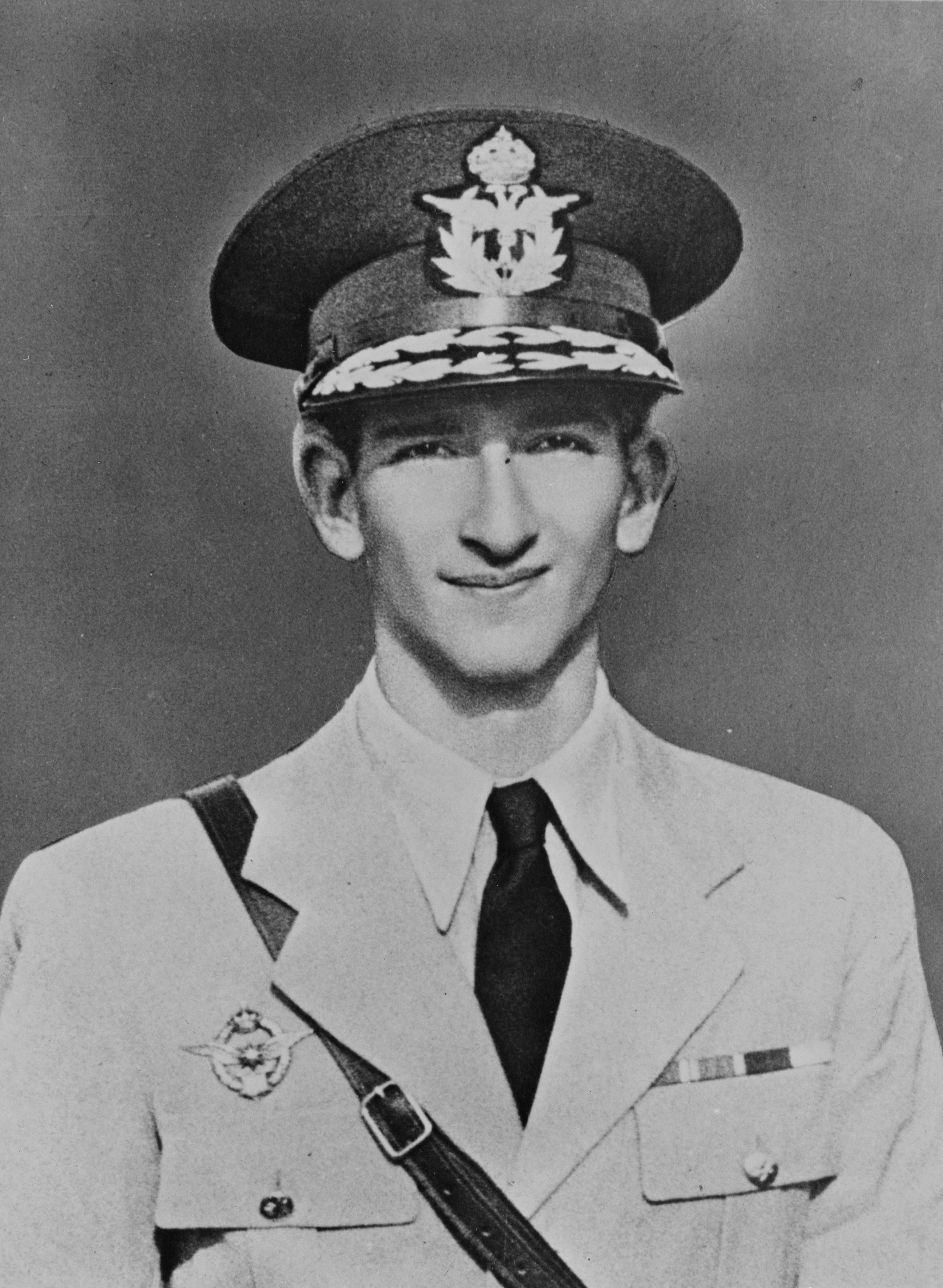
Petar năm 1942

Bên ngoài Liên Xô, Nam Tư là nơi duy nhất ở châu Âu vào năm 1941 có một cuộc chiến tranh du kích toàn diện chống lại phe Trục, dẫn đến việc Pavlowitch nói về Mihailović "... được Nam Tư và tuyên truyền Anh xây dựng thành một siêu nhân Đồng minh". Sự nổi tiếng của Mihailović ở Anh đã giúp khép lại sự nghiệp chính trị của Simović khi ông này được báo chí Anh biến thành anh hùng vì lãnh đạo cuộc đảo chính ngày 27 tháng 3, khiến Petar trong một thời gian dài không muốn sa thải ông. Nhưng với một anh hùng Nam Tư khác dưới hình dạng Mihailović, Petar có thể không cần Simović mà không sợ Fleet Street.
Chỉ thị do thủ tướng Slobodan Jovanović đưa ra cho Mihailović vào tháng 1 năm 1942 là bảo vệ người Serbia prečani khỏi các cuộc thảm sát do Ustashe tiến hành, nhưng ngoài ra, ông không được tham gia vào bất kỳ hành động nào có thể gây ra sự trả thù đối với dân thường trừ khi hoàn toàn cần thiết trong khi đồng thời ông phải xây dựng lực lượng của mình để tham gia vào một cuộc nổi dậy chung khi quân Đồng minh đổ bộ vào Balkan. Vào tháng 10 năm 1941, Mihailović đã quyết định về chính sách hạn chế Chetniks trong các cuộc tấn công phá hoại và xây dựng lực lượng của mình cho một cuộc nổi dậy khi quân Đồng minh trở lại Balkan. Chính sách của Đức là cứ mỗi lính Đức bị giết, 100 thường dân Serb sẽ bị bắn để trả thù và cứ mỗi lính Đức bị thương, 50 thường dân Serb sẽ bị bắn, điều này đã có tác dụng ngăn chặn Chetniks tấn công Wehrmacht sau tháng 10 năm 1941 khi Mihailović kết luận rằng các cuộc tấn công du kích không đáng để trả thù.
Chetniks hoạt động tích cực nhất ở Serbia và Montenegro trong khi Đảng Cộng sản Du kích thu hút phần lớn sự ủng hộ của họ từ người Serb prečani ở Bosnia và ở Krajina và từ người Croatia, người Slovenia và người Hồi giáo Bosnia chống phát xít. Không giống như Chetniks có thông điệp dân tộc chủ nghĩa hẹp hòi của người Serbia và Chính thống giáo, Đảng Du kích là một lực lượng toàn Nam Tư. Những người du kích được tổ chức tốt hơn đáng kể so với những người Chetnik và sẵn sàng chấp nhận các cuộc trả thù mà phe Trục gây ra đối với những thường dân vô tội khi họ dàn dựng các cuộc tấn công du kích, dẫn đến tình huống mà những người du kích cuối cùng lại phải chiến đấu nhiều hơn chống lại những kẻ chiếm đóng và những kẻ cộng tác, một khía cạnh của cuộc chiến ở Nam Tư khiến Anh và Hoa Kỳ cuối cùng lại ủng hộ những người du kích.
Cùng lúc đó, chính sách của Anh ở Nam Tư ngày càng hướng đến việc kháng chiến sử dụng bạo lực tối đa chống lại phe Trục để trói buộc các sư đoàn Đức và Ý, nếu không thì sẽ phải chiến đấu với quân Đồng minh, bất kể phải trả giá như thế nào cho việc trả thù những thường dân vô tội, một chính sách xung đột với chính sách của Chetnik là chờ quân Đồng minh quay trở lại Nam Tư trước khi tiến hành một cuộc nổi dậy chung. Cách mà Mihailović và Chetniks được xây dựng vào năm 1941 trên các phương tiện truyền thông Anh, một phần là do chính phủ Nam Tư lưu vong, như một lực lượng du kích hung dữ chiến đấu dữ dội với quân Đức ở mọi ngã rẽ, đã dẫn đến những thất vọng rất lớn vào năm 1942 khi xuất hiện ở mức tốt nhất là Chetniks đang chờ người Anh trở lại Balkan trước khi họ sẵn sàng tham gia vào cuộc giao tranh ác liệt.
Nhà vua đã hoàn thành chương trình giáo dục của mình tại Đại học Cambridge trước khi được giao nhiệm vụ trong Không quân Hoàng gia. Vào giữa năm 1941, chính phủ Nam Tư lưu vong đã mở các cuộc đàm phán với chính phủ Hy Lạp lưu vong về một liên bang hậu chiến - Liên minh Balkan - sẽ thống nhất Nam Tư, Vương quốc Hy Lạp và Vương quốc Bulgaria sau khi Vua Boris III của Bulgaria bị lật đổ. Thủ tướng Hy Lạp Emmanouil Tsouderos ủng hộ kế hoạch liên bang, nhưng phản đối kế hoạch của Nam Tư đưa Bulgaria vào và phản đối liên bang được đề xuất có một chính phủ điều hành phụ trách mọi vấn đề kinh tế, chính sách đối ngoại và quân sự, khiến Tsouderos phải nhờ Bộ trưởng Ngoại giao Anh Anthony Eden làm trung gian.
Vào tháng 7 năm 1941, chính phủ Nam Tư lưu vong đã công nhận chính phủ Tiệp Khắc lưu vong, và bắt đầu từ tháng 9 năm 1941, Petar thường xuyên gặp Tổng thống Edvard Beneš để thảo luận về một liên minh Nam Tư-Tiệp Khắc mới nhằm thay thế Hiệp ước Nhỏ mà Beneš đã đàm phán với cha của Petar, Vua Alexander, vào năm 1921. Vào ngày 31 tháng 12 năm 1941, các cuộc đàm phán Hy Lạp-Nam Tư đã kết thúc và vào ngày 15 tháng 1 năm 1942, Hiệp định giữa Vương quốc Anh và Vương quốc Hy Lạp liên quan đến hiến pháp của Liên minh Balkan đã được ký kết tại London. Hiệp định cam kết Nam Tư và Hy Lạp sau chiến tranh sẽ có một loại tiền tệ chung; một liên minh thuế quan; phối hợp các chính sách đối ngoại của họ; thành lập một liên minh quân sự với các cuộc đàm phán tham mưu chung về một kế hoạch phòng thủ chung; và một ủy ban bao gồm các bộ trưởng tài chính, bộ trưởng ngoại giao và bộ trưởng quốc phòng Nam Tư và Hy Lạp sẽ họp thường xuyên để lập kế hoạch chính sách cho Liên minh Balkan.